# Indien (film)
 For alternative betydninger, se Indien (flertydig). (Se også artikler, som begynder med Indien)
Indien er en dansk kortfilm fra 1999, der er instrueret af Pernille Fischer Christensen efter manuskript af hende selv og Peter Asmussen.

## Handling
Denne artikel mangler et handlingsreferat. Hjælp os med at skrive det.

## Medvirkende
- Trine Dyrholm, April
- Trine Appel, Nanna
- Niels Skousen, Politibetjent
- Birgitte Federspiel, Gammel dame
- Kirsten Olesen, Monica Hviid
- Alexandre Villaume, Mand i port
- Fadime Turan, Stuepige
- Christian Lemmerz, Hotelgæst
- Mikkel Vadsholt, Civilbetjent
- Stine Fischer Christensen, Rebecca
- Balder Olrik, Mand på grillbar